# Lijst van personages uit De Blauwbloezen
Dit is een lijst van alle personages uit de stripreeks De Blauwbloezen in grote en kleine rollen en tot op heden verschenen in de albums. De op historische gebaseerde personen worden vermeld onder de linie's Unie en Confederatie.

## Hoofdpersonages
- Blutch
- Cornelius Chesterfield
- Kapitein Ambrose Stark

### Generale staf
- Generaal Alexander
- Kolonel Horace
- Kapitein Stephen Stilman

### Fort Bow
- Kolonel Appeltown
- Mathilde Appeltown
- Luitenant George Appeltown
- Bryan
- Tripps
- Zilverveer

### Unie (Noordelijk)
- Ludwig Blenker (album 10)
- Ambrose Burnside (albums 10, 25)
- John Cochran (album 21)
- John W. Geary (album 35)
- Frederick G. D’Utassy (album 10)
- Ulysses S. Grant (albums 2, 5, 6, 13, 22, 23, 24, 25, 26, 27, 29, 35)
- Joseph Hooker (albums 25, 35, 52)
- Abraham Lincoln (albums  2, 4, 8, 9, 10, 12, 19, 20, 21, 22, 27, 28)
- Irvin McDowell (album 10)
- George McClellan (albums 19, 25, 65)
- George Meade (albums 25, 28)
- Peter J. Osterhaus (album 35)
- Robert B. Potter (album 25)
- John A. Rawlins (album 25)
- John F. Reynolds (album 25)
- William Rosecrans (album 25)
- William Sherman (albums 10, 19, 25, 27, 35)
- Walter C. Whitaker (album 35)
- John L. Worden (albums 6, 20)
- Oscar Hugh La Grange (album 47)

### Confederatie (Zuidelijk)
- P.G.T. Beauregard (album 10)
- Jubal Early (album 22)
- Arnold Elzey (album 10)
- Thomas "Stonewall" Jackson (albums 10, 27)
- Joseph E. Johnston (album 10)
- Robert E. Lee (albums 2, 6, 7, 13, 14, 20, 24, 28, 34, 35, 65)
- John C. Pemberton (albums 27, 44)
- Frank James (album 36)
- Jesse James (album 36)
- William Quantrill (album 36)
- Raphael Semmes (album 19)
- Edmund K. Smith (album 10)

### Andere op waarheid berustende personages
- Mathew B. Brady (albums 8, 21)
- Alexander Gardner (album 21)
- Horace Greeley (album 28)
- Henry J. Raymond (album 28)
- William Howard Russell (album 65)

### Overige
- Arabesk; het paard van Blutch
- Abigail Stilman (albums 42, 43)
- Barneby Nutcracker (album 32)
- vader Nutcracker
- moeder Nutcracker
- Soldaat Ed Billing (album 32); helpt Blutch ontsnappen uit het gekkenhuis
- Luitenant Patterson (album 3)
- Pucky (album 31); is een veertienjarige trommeljongen die dienst neemt bij de Unie
- Sergeant Charlie Potts (album 31); broer van Pucky en een Zuidelijke soldaat
- Tom Casey (album 48); is paardenfokker en oud eigenaar van het paard Arabesk
- Inspecteur van Lincoln (bijgenaamd het Oor) (album 44)
- Kakkerlak (albums 6, 19, 31, 32, 50, 54)
- Kolonel Leary (album 40)
- William Sutton
- Dokter H.W. Harding (album 34)
- Silas Hancock (album 34)
- Roy Grumbler
- Andy Grumbler
- Eliott Grumbler
- Waldo Grumbler
- vader Grumbler
- Jane Benningfield (album 27)
- Raphael de Saint Sulpice
- Zizi Asphodele
- Majoor Higgins (album 4)
- Kolonel Murray (album 4)

### Plaatsen
- Fort Bow
- Bull Run (album 27)
- Charleston
- Washington
- New York (album 45)
- San Francisco (album 34)
- Vicksburg (album 44)
- Tennessee (album 52)
- Bloomington, Utah (album 33)
- Amsterdam, Nederland (album 37)
- Rio Grande, Mexico (album 17)
- Quebec, Canada (album 26)
- Lawrence, Kansas (album 36)